# Korisamaña
Korisamaña (auch Chairo) ist eine Ortschaft im Departamento La Paz im südamerikanischen Anden-Staat Bolivien.

## Lage im Nahraum
Korisamaña ist eine Ortschaft im Kanton Pacollo im Municipio Coroico in der Provinz Nor Yungas. Die Gemeinde liegt auf einer Höhe von 1296 m am Río Huarinilla, der sich zehn Kilometer flussabwärts mit dem Río Elena zum Río Coroico vereinigt und weiter über den Río Kaka zum Río Beni hin fließt. 

## Geographie
Korisamaña liegt in einem Talgrund am Ostrand der Cordillera Real in den bolivianischen Yungas, einer Übergangsregion zwischen dem Hochland der Anden (Altiplano) und dem tropischen Tiefland mit dem Amazonas-Regenwald. Das Klima ist ein typisches Tageszeitenklima, bei dem die mittleren Temperaturschwankungen im Tagesverlauf deutlicher ausfallen als im Jahresverlauf.
Die Jahresdurchschnittstemperatur der Region liegt bei etwa 22 °C (siehe Klimadiagramm Choro), die Monatsdurchschnittswerte schwanken zwischen 19 °C im Juni/Juli und 23 °C von Oktober bis März. Die durchschnittlichen Tageshöchsttemperaturen liegen ganzjährig zwischen 26 °C und 30 °C, die nächtlichen Tiefstwerte betragen im langjährigen Durchschnitt 11–12 °C im Juni/Juli und 18 °C im Dezember und Januar. Der durchschnittliche Jahresniederschlag beträgt 1300 mm, mit einer kurzen  Trockenzeit bei Monatswerten um 20 mm im Juni/Juli und Monatshöchstwerten von etwa 200 mm von Dezember bis Februar.

## Verkehrsnetz
Korisamaña liegt 96 Straßenkilometer nordöstlich von La Paz, der Hauptstadt des gleichnamigen Departamentos.
Von La Paz aus führt die asphaltierte Nationalstraße Ruta 3 nach Cotapata, wo die alte Yungas-Straße („Ruta de la muerte“ – Straße des Todes) Richtung Coroico nach Osten hin abzweigt. Die Neubaustrecke der Ruta 3 führt von hier aus durch den Tunnel San Rafael in nördlicher Richtung nach Santa Bárbara und weiter über Caranavi, Yucumo und San Ignacio de Moxos nach Trinidad am Río Mamoré. Wenige Kilometer bevor die ausgebaute Ruta 3 den Talgrund am Río Huarinilla erreicht, zweigt nach Nordwesten eine unbefestigte Landstraße ab, die nach drei Kilometern Korisamaña erreicht.
Korisamaña (Chairo) ist einer der Endpunkte des Choro Trek, eines alten Inka-Pfades, der von La Paz aus über die Passhöhe La Cumbre (4727 m) und den Abra Chucura Pass (knapp 5000 m) zu erreichen ist und von Challapampa über Korisamaña den Río Huarinilla abwärts bis Pacollo führt.

## Bevölkerung
Die Einwohnerzahl der Ortschaft ist im vergangenen Jahrzehnt leicht angestiegen:
| Jahr | Einwohner         | Quelle       |
| ---- | ----------------- | ------------ |
| 1992 | keine Detaildaten | Volkszählung |
| 2001 | 16                | Volkszählung |
| 2012 | 19                | Volkszählung |
| 2024 |                   | Volkszählung |